# 三重県道53号大台ヶ原線
三重県道53号大台ヶ原線（みえけんどう53ごう おおだいがはらせん）は、三重県多気郡大台町を通る主要地方道（三重県道）である。

## 概要
大杉谷・大台ヶ原山（三重・奈良県境）と国道422号を結ぶ観光道路であり、全線が一級河川の宮川沿いを通っている。

### 路線データ
- 起点：多気郡大台町大杉字大日嵓520番地先[1] （宮川第三発電所前）
- 終点：多気郡大台町桧原字宮平524番地先[1] （国道422号交点）
- 総延長：15.185 km
- 重複路線：なし

## 歴史
- 1993年（平成5年）5月11日 - 建設省（現・国土交通省）から、主要県道大台大台ヶ原線の一部が大台ヶ原線として主要地方道に指定される[2]。
- 1994年（平成6年）4月1日 - 三重県道31号大台大台ケ原線（1972年3月31日制定）を廃止し、三重県道31号大台宮川線と本路線が認定される[3]。

## 路線状況
起点付近の宮川第三発電所と大杉バス停前の宮川ダムの区間は観光船が運航している。
新大杉橋は吊り橋で、車両1台分の幅である。前の車が通行し終えるまで、後続の車は待たねばならない。

## 地理

### 通過する自治体
- 多気郡大台町

### 交差する道路
- 三重県道603号大杉谷海山線（新大杉橋東詰）
- 国道422号（桧原橋西詰、終点）

### 沿線にある施設など
- 宮川第三発電所（水力発電所）
- 宮川貯水池（宮川ダム）
- 大杉谷林間キャンプ場
- 大杉谷自然学校
- 大台町役場 大杉谷出張所
- 桧原郵便局

なお、宮川第三発電所より先は登山道となっており、大杉谷を経て大台ヶ原山（最高峰：日出ヶ岳、1694.9m）まで続いている。